# Conilurus capricornensis
La rata conejo de Capricornio (Conilurus capricornensis) es una especie extinta de roedor nativa de Queensland, Australia. Fue descrita como nueva especie en 2010 sobre la base de restos dentales correspondientes al periodo Pleistoceno y Holoceno. El epíteto específico hace referencia a las cuevas de Capricornio, uno de los lugares donde se hallaron los restos. Parte del material subfósil es posterior al arribo europeo a Australia, por lo que se deduce la rata conejo de Capricornio se extinguió en tiempos recientes. Desde el 29 de septiembre de 2024 la especie es catalogada como “extinta” en la Lista Roja de la UICN

## Descripción
La rata conejo de Capricornio tenía un tamaño mayor comparada con las otras especies del género Conilurus (Conilurus albipes y Conilurus penicillatus). Se distinguía asimismo de aquellas por sus características dentales únicas.